# ミッチェル・ムッソ
ミッチェル・ムッソ（Mitchel Tate Musso、1991年7月9日 - ）は、アメリカ合衆国の俳優である。また、ヒップホップ、ラップ、R&B、ポップラップの歌手としても活動している。
代表作はディズニーチャンネルのテレビドラマ『シークレット・アイドル ハンナ・モンタナ』のオリバー役。

## 略歴
テキサス州ダラス郊外の都市ガーランドで生まれ育った。兄弟にマーク・ムッソ（俳優）と、メイソン・ムッソ（ポップ・バンド「メトロ・ステーション」に所属）がおり、ムッソ一家はイタリア人の血を引いている。
『シークレット・アイドル ハンナ・モンタナ』での共演をきっかけに、マイリー・サイラスやエミリー・オスメントと友人になった。
日本語吹き替えは、主に手塚祐介が担当している。

## 出演作品

### 映画
- ウォルター少年と、夏の休日 Secondhand Lions (2002)
- Am I Crushed? (2002)
- The Keyman (2002)
- 炎のテキサス・レンジャー リターンズ Walker Texas Ranger: Trial by Fire (2005)
- ライフ・イズ・ワン！ダフル Life is Ruff (2005)
- Hidden Howie (2005)
- ピート・ザ・チキン〜僕は超人気セレブ！Hatching Pete (2008) - Cleatus Poole 役
- ハンナ・モンタナ/ザ・ムービー Hannah Montana: The Movie (2009) - オリバー・オーケン 役
- ザ・サンド The Sand (2015) - ミッチ 役

### 劇場版アニメ
- モンスター・ハウス Monster House (2006)

### テレビドラマ
- I Love オリバー Oliver Beene (2003)
- シークレット・アイドル ハンナ・モンタナ Hannah Montana (2006-) - オリバー・オーケン 役
- KING兄弟 Pair of Kings (2010-) - ブレイディ 役。シーズン2まで出演。3からはゲスト出演。

### テレビアニメ
- アバター 伝説の少年アン Avatar: The Last Airbender (2005) - 未放映エピソードのみの出演。
- Shorty McShorts' Shorts (2007)
- フィニアスとファーブ Phineas and Ferb (2008-) - ジェレミー・ジョンソン 役

### その他
- ディズニー・チャンネル ゲームズ2006 Disney Channel Games 2006 (2006)

## 歌手活動
ヒップホップ、ラップ、R&B、ポップラップと多くのジャンルで活動している。
シングル
- 2008「The In Crowd」
- 2008「君がいないと」“If I Didn't Have You”（エミリー・オスメントとのデュエット）
- 2009「Hey」
- 2009「Shout It」
- 2010「Get Away」
- 2010「Celebrate」

2012「Replaceable」
アルバム
- 2009「Mitchel Musso」
- 2010「Brainstorm」